# Savage Dragon (serie animata)
Savage Dragon (The Savage Dragon) è una serie animata statunitense/canadese prodotta dalla Universal Animation Studios, tratta dall'omonimo fumetto. Il cartone animato è composto a 26 episodi da 22 minuti l'uno che sono stati trasmessi negli USA dal 21 settembre 1995 al 18 dicembre 1996 sulla rete USA Network mentre in Italia è andata in onda su Italia 1 dal 16 giugno 2012 senza però completare la trasmissione degli ultimi tre episodi che sono rimasti inediti.

## Doppiaggio
Il doppiaggio italiano è stato effettuato presso lo studio di doppiaggio Merak Film sotto la direzione di Loredana Nicosia. I dialoghi sono di Silvia Bacinelli e Manuela Scaglione.
| Personaggio   | Doppiatore originale | Doppiatore italiano |
| ------------- | -------------------- | ------------------- |
| Dragon        | Jim Cummings         | Stefano Albertini   |
| Alex Wilde    | Kath Soucie          | Jolanda Granato     |
| Frank Mendoza |                      | Mario Scarabelli    |
| Overlord      | Tony Jay             | Dario Oppido        |
| Sindaco       |                      | Pietro Ubaldi       |

## Episodi

### Prima stagione
| nº | Titolo italiano          | Titolo inglese | Prima TV USA     | Prima TV Italia |
| -- | ------------------------ | -------------- | ---------------- | --------------- |
| 1  | Un invito per Dragon     | R.S.V.P.       | 21 ottobre 1995  | 16 giugno 2012  |
| 2  | Piani di conquista       | Possession     | 26 ottobre 1995  | 16 giugno 2012  |
| 3  | Sotto copertura          | Undercover     | 2 novembre 1995  | 23 giugno 2012  |
| 4  | L'Annientadragone        | Dragonsmasher  | 9 novembre 1995  | 23 giugno 2012  |
| 5  | Assalto al treno         | Locomotion     | 15 novembre 1995 | 30 giugno 2012  |
| 6  | La ragnatela             | She-Dragon     | 20 dicembre 1995 | 30 giugno 2012  |
| 7  | Il clone                 | Hurt           | 13 dicembre 1995 | 7 luglio 2012   |
| 8  | L'incidente              | Web            | 22 novembre 1995 | 7 luglio 2012   |
| 9  | L'ammiratrice            | Hit-Man        | 7 dicembre 1995  | 14 luglio 2012  |
| 10 | L'evasione               | Red-Handed     | 3 gennaio 1996   | 14 luglio 2012  |
| 11 | La banda di motocicliste | Loathing       | 10 gennaio 1996  | 21 luglio 2012  |
| 12 | Entità odiosa            | Rampage        | 28 dicembre 1995 | 21 luglio 2012  |
| 13 | Pericolo per la Terra    | Armageddon     | 17 gennaio 1996  | 28 luglio 2012  |

### Seconda stagione
| nº | Titolo italiano      | Titolo inglese | Prima TV USA      | Prima TV Italia   |
| -- | -------------------- | -------------- | ----------------- | ----------------- |
| 1  | Rapine ai piani alti | Bull           | 18 settembre 1996 | 28 luglio 2012    |
| 2  | Odio e vendetta      | She-Fiend      | 25 settembre 1996 | 4 agosto 2012     |
| 3  | Ritorno a casa       | Homecoming     | 2 ottobre 1996    | 4 agosto 2012     |
| 4  | Mine vaganti         | Loose Cannons  | 9 ottobre 1996    | 11 agosto 2012    |
| 5  | Star                 | Star           | 16 ottobre 1996   | 11 agosto 2012    |
| 6  | La sfera             | Barbarism      | 23 ottobre 1996   | 18 agosto 2012    |
| 7  | Trasformazioni       | Ceasefire      | 30 ottobre 1996   | 18 agosto 2012    |
| 8  | Un ballo esplosivo   | Endgame        | 13 novembre 1996  | 25 agosto 2012    |
| 9  | Moduli energetici    | Negate         | 20 novembre 1996  | 25 agosto 2012    |
| 10 | Rapimenti misteriosi | Ball of Fire   | 27 novembre 1996  | 1º settembre 2012 |
| 11 | Femme fatale         | Femme Fatale   | 4 dicembre 1996   | non trasmesso     |
| 12 | Sposa                | Bride          | 11 dicembre 1996  | non trasmesso     |
| 13 | Signore dei draghi   | Dragonlord     | 18 dicembre 1996  | non trasmesso     |